# OWSLA

Alternatives Logo

OWSLA ist ein US-amerikanisches Musiklabel, das im Besitz von Sonny Moore, Kathryn Frazier, Clayton Blaha und Tim Smith ist.
Der Name Owsla bezieht sich auf Richard Adams Fantasieroman Unten am Fluss ("Watership Down"), in dem anthropomorphe Kaninchen vor einer gleichnamigen Militärgruppe flüchten müssen.

## Geschichte
OWSLA wurde bereits mit drei kurzen Videos, welche auf Skrillex’ offiziellem YouTube-Channel veröffentlicht wurden, angekündigt. Das erste, hochgeladen am 1. August 2011 mit dem Namen OWSLA #1, zeigt einen Jungen, welcher Stofftiere einsammelt, welche er am Ende des Videos gegen die Kamera wirft. Im zweiten Video, OWSLA #2, hält der Junge einen großen rosa Ball. Auch diesen wirft er am Ende gegen die Kamera. Das Video wurde zwei Tage nach OWSLA #1 hochgeladen. Zwei Wochen später, am 16. August, erschien das letzte Video OWSLA #3. Man sieht Skrillex beim Produzieren. Nach einigen Sekunden taucht der Junge mit einem großen Stoffhund hinter ihm auf. Diesen wirft er an Skrillex’ Kopf. Am 17. August wurde dann von Skrillex offiziell der Start des Labels bekanntgegeben.
Die erste Veröffentlichung des Labels war Spitfire von Porter Robinson.

## Künstler
Bei OWSLA stehen derzeit unter anderem folgende Künstler und Bands unter Vertrag (in alphabetischer Reihenfolge; Stand: November 2020):
- Dog Blood
- Josh Pan & Dylan Brady
- Salvatore Ganacci
- Skrillex
- TroyBoi

Ehemalige Künstler die bei OWSLA unter Vertrag waren in alphabetischer Reihenfolge (Auswahl): 
- Birdy Nam Nam
- Chris Lake
- Dillon Francis
- Jack Ü
- Kill the Noise
- Marshmello
- Porter Robinson
- Rusko
- Skream
- Sub Focus
- Teddy Killerz
- Zedd